# Dayton (Illinois)
Dayton – jednostka osadnicza w Stanach Zjednoczonych, w stanie Illinois, w hrabstwie LaSalle.